# تمار غوجانسكي
تمار غوجانسكي (بالعبرية: תמר גוז'נסקי ; من مواليد 3 أكتوبر 1940) هي سياسية يسارية إسرائيلية، تنتمي للحزب الشيوعي الإسرائيلي والجبهة الديمقراطية للسلام والمساواة، انتخبت للكنيست الإسرائيلي لاربع مرات وشغلت المنصب من 1988 إلى 2003. انجزت 39 قانون خلال عملها البرلماني في مجالات الحقوق، حقوق الإنسان، حقوق العمال، حقوق المرأة وحقوق الطفل.
تزوجت تمار غوجانسكي من يورام غوجانسكي نجل إيليا غوجانسكي، أحد القادة التاريخيين للحزب الشيوعي الإسرائيلي.

## السيرة الذاتية
ولدت غوجانسكي في بيتاح تكفا. اسمها تامار ابنة سليمان ومريم - أعضاء حزب مباي، نشأت في تل أبيب حيث أنهت دراستها الثانوية، ثم تخرجت من كلية المعلمين «شين بتاح تكفا». في شبابها، كانت عضوا في الحركة المتحدة، وفي سن الرابعة عشرة انضمت إلى تحالف الشباب الشيوعي.
في عام 1961 انضمت إلى الحزب الشيوعي الإسرائيلي، وسافرت ألى الاتحاد السوفيتي، جنبا إلى جنب مع زوجها يورام حيث قضت خمس سنوات من الدراسة هناك، فحصلت على درجة الماجستير في الاقتصاد السياسي من جامعة لينينجراد.
بعد عودتها من دراستها في عام 1966، واصلت الأنشطة السياسية والاجتماعية في إطار ماكي، وفي عام 1971 انتخبت عضوا في اللجنة المركزية لمؤشر أسعار المستهلك، أشغلت منصب رئيس تحرير مجلة «القيم»، وهي مجلة إيديولوجية سياسية.
في عام 1981 انتخبت عضوا في المكتب السياسي لمؤشر أسعار المستهلكين، وفي الفترة ما بين 1984 و 2011 كانت رئيس تحرير مؤشر أسعار المستهلك الأسبوعي، «بهذه الطريقة». كانت عضوا في اللجنة التنفيذية بين الاعوام 1973 حتى عام 1990 في كل من الحزب الشيوعي الإسرائيلي والجبهة الديمقراطية للسلام والمساواه، وفي عام 1977 كانت واحدة من مؤسسي الجبهة الديمقراطية للسلام والمساواة، فشغلت منصب نائب رئيس الجبهة.
عند اندلاع حرب لبنان (1982) كانت واحدا من مؤسسي لجنة مناهضة الحرب، التي نظمت الاحتجاجات والمظاهرات ضد الحرب. وفي وقت لاحق تم استدعاء اللجنة «إنهاء الاحتلال»، وطالبت في الوقت ذاته بنهاية للاحتلال في لبنان والأراضي الفلسطينية المحتلة منذ عام 1967.
في سنوات السبعين والثمانين، كانت ناشطة في قضايا السكن في أحياء يافا وتل أبيب - يافا، وخاضت في نضالات العمال والنساء ضد غلاء المعيشة والبطالة.
كانت غوجانسكي في الكنيست الثانية عشرة عضو الكنيست الخامس عشر عن الجبهة الديمقراطية للسلام والمساواة.
وخلال هذه الفترة كانت عضوا في لجان برلمانية كلجنة الكنيست ولجنة وضع المرأة، ولجنة العمل والرفاه. أسست لجنة حقوق الطفل
واتجه ذلك عبر المشرع للعمل مع نشاط شعبي واسع بين سكان الأحياء والمدن الفقيرة، وبين البدو وبين النساء اليهوديات والعربيات، وتعاونت مع النقابات والعديد من المنظمات الاجتماعية.

## القوانين التي ساهمت في تشريعها
أثناء توليها منصب عضو كنيست، ساهمت في تشريع العديد من القوانين التي وافقت الانخراط في الدفاع عن حقوق العمال والنساء والأطفال والمعوقين والصحة والسكن والتعليم.
ومن بين القوانين المعتمدة:
- قانون التعليم المجاني من سن الثالثة، لا سن الخامسة كما كان من قبل: تم تنفيذ القانون بعد الموافقة عليه جزئيا في عام 1999، إلا في جزء منه حيث أحيل إلى خزانة المعارضة، حتى كان عام 2012 فقررت الحكومة، في أعقاب لجنة Trachtenberg الاستنتاجات، تنفيذ القانون بشكل كامل خلال 4 سنوات.
- قانون حقوق المستأجر، المعروف باسم «قانون غوجانسكي»، هذا القانون دافع في البداية عن حقوق المستأجرين في الإسكان العام. وينص القانون على حق المستأجر في تصحيح أوجه القصور في شقته، فضلا عن حق الزوج أو الابن أو الحفيد في مواصلة العيش في الشقة.
- قانون الحماية للموظفين والعاملين (2001)، والذي من خلاله تمت حمايتهم، ومنحوا الحق في تكوين الجمعيات المدافعة عنهم ضد الفصل من قبل أرباب العمل.
- قانون يلزم العاطلين عن العمل بدفع إعانات البطالة (1995).
- رفع الحد الأدنى للأجور وإلغاء إدراج الأقساط من الحساب (1997).
- ضمان وجود واستقلال مراكز صحة الأسرة (قطرات من الحليب) (1996[3].
- رفع سن الأهلية للحصول على إعانات البطالة بين النساء من 60 إلى 65 (1993).
- قانون إعادة التأهيل والرعاية النهارية، والذي يعطي الأطفال ذوي الإعاقة والأشخاص شديدي الإعاقة، الذين تصل أعمارهم إلى ست سنوات، الحق في مركز الرعاية النهارية. (2000).
- قانون مرتكبي الجرائم الجنسية، والذي يعطي للشرطة ومراكز خدمات الرعاية الاجتماعية ضوابط أكثر صرامة مع مرتكبي الجرائم الجنسية (2006).
- قانون إعادة التأهيل للأشخاص ذوي الإعاقة العقلية (2000).[3]

## المناصب والوظائف العامة التي شغلتها
*رئيسة حركة النساء الديمقراطيات في إسرائيل.
*عضو مؤسس في الكلية الاقتصادية الاجتماعية.
* عضو مجلس إدارة منظمة بات شالوم.
* منصب رئيس المنتدى الوطني لتعزيز حقوق ضحايا الإدمان.

## النشاط السياسي
اعتادت غوجانسكي التعبير عن آرائها والأيديولوجيات السياسية والتقييمات الاقتصادية والاجتماعية من خلال مئات المقالات التي نشرتها في العديد من الصحف، مثل: "الاتحاد" القيم "، "صحيفة هآرتس"، وموقع واي نت.
عارضت غوجانسكي الاحتلال ودعت إلى حل سلمي على أساس إقامة دولة فلسطينية إلى جانب إسرائيل. ونادت بالمساواة الاجتماعية والوطنية، تحديد نوع الجنس؛ التعاون اليهودي العربي، تعزيز التعاون السياسي الواسع قدر الإمكان بين القوى اليسارية والديمقراطية في إسرائيل.